# Natrijev sulfit
Natrijev sulfit  je anorganski spoj kemijske formule Na2SO3. Bijela krutina topiva u vodi, komercijalno se koristi kao antioksidans i konzervans. Također je pogodan za omekšavanje lignina u procesima proizvodnje celuloze i rafiniranja drva i lignoceluloznih materijala. Koristi se i u konzervaciji restauraciji arheoloških predmeta od željeza. Heptahidrat je također poznat, ali se rjeđe koristi zbog veće osjetljivosti na oksidaciju.

## Proizvodnja
Natrijev sulfit se može dobiti tretiranjem otopine natrijevog hidroksida sumpornim dioksidom. Kada se provodi u toploj vodi, Na2SO3 se u početku taloži kao bijela krutina. S više SO2, krutina se otapa dajući disulfit, koji kristalizira nakon hlađenja.
SO2  +  2 NaOH  →  Na2SO3  +  H2O 
Natrijev sulfit se proizvodi industrijski obradom sumporovog dioksida s otopinom natrijevog karbonata.  Ukupna reakcija je:
SO2  +   Na2CO3  →  Na2SO3  +  CO2